# Eric Walten
Eric Walten (1663 – 1697) è stato uno scrittore olandese.
Illuminista, fu autore di pamphlet e accusato di blasfemia e di essere un seguace segreto di Baruch Spinoza negli anni Novanta del XVII secolo.
Le informazioni biografiche sono scarse. Alla corte che lo processava rivelò di essere nativo di Haam, nel Principato vescovile di Münster, nell’odierna Germania. Lo storico olandese Wiep van Bunge ha suggerito che Walten potrebbe essere stato di origine inglese. Egli visse a Utrecht fino al 1685 e, a partire dal 1688, a L'Aia e a Rotterdam.
Sebbene fosse stato influenzato da scrittori illuministi come Descartes e Spinoza nel suo pensiero filosofico, Walten negò l'influsso di questi ultimi sulle proprie opinioni politiche e dichiarò di ammirare Juan de Mariana come il più grande scrittore sul tema dei poteri e delle responsabilità dei re. Fu uno dei più ardenti difensori della Gloriosa rivoluzione, giustificando in molti opuscoli la spedizione di Guglielmo d'Orange in Inghilterra.
La strenua difesa di Balthasar Bekker gli procurò una condanna per blasfemia, in particolare per avere definito il sinodo della Chiesa riformata un manicomio ("Een Sothuys van de gekken"). Walten morì in prigione, probabilmente suicida, in attesa del processo.
Secondo gli storici Margaret Jacob, Wiep van Bunge e Silvia Berti, Walten apparteneva a un gruppo in parte clandestino di filosofi illuministi olandesi che fu fortemente influenzato da Adrian Koerbagh e Lodewijk Meyer.